# Basquetebol nos Jogos Olímpicos de Verão de 2020 - 3x3 feminino
O torneio feminino de basquetebol 3x3 nos Jogos Olímpicos de Verão de 2020 foi realizado entre os dias 24 e 28 de julho de 2021 no Parque Urbano de Esportes de Aomi, em Tóquio.
Os Estados Unidos conquistaram o título após derrotar a seleção do Comitê Olímpico Russo na final, enquanto a China conquistou a medalha de bronze sobre a França.

## Medalhistas
|  | USA Estados Unidos                                    |  | ROC                                                            |  | CHN China                                     |
|  | Kelsey Plum Jackie Young Stefanie Dolson Allisha Gray |  | Yulia Kozik Anastasia Logunova Olga Frolkina Evgeniia Frolkina |  | Yang Shuyu Zhang Zhiting Wan Jiyuan Wang Lili |

## Calendário
| G | Fase de grupos | QF | Quartas de final | SF | Semifinais | B | Disputa pelo bronze | F | Final |

| DataEvento   | Sáb 24 | Dom 25 | Seg 26 | Ter 27 | Ter 27 | Qua 28 | Qua 28 | Qua 28 | Qui 29 | Sex 30 | Sáb 31 | Dom 1 | Seg 2 | Ter 3 | Qua 4 | Qui 5 | Sex 6 | Sáb 7 | Sáb 7 | Dom 8 |
| ------------ | ------ | ------ | ------ | ------ | ------ | ------ | ------ | ------ | ------ | ------ | ------ | ----- | ----- | ----- | ----- | ----- | ----- | ----- | ----- | ----- |
| 3x3 feminino | G      | G      | G      | G      | QF     | SF     | B      | F      |        |        |        |       |       |       |       |       |       |       |       |       |

## Qualificação
| Método                                             | Data                  | Local      | Vagas | Classificado                     |
| -------------------------------------------------- | --------------------- | ---------- | ----- | -------------------------------- |
| País-sede                                          | —                     | —          | 0     | —                                |
| Ranking Mundial FIBA 3x3                           | 1 de novembro de 2019 | Utsunomiya | 4     | ROC · China · Mongólia · Romênia |
| Torneio Pré-Olímpico FIBA 3x3                      | 26–30 de maio 2021    | Graz       | 3     | França · Estados Unidos · Japão  |
| Torneio de Qualificação Olímpica de Universalidade | 4–6 de junho de 2021  | Debrecen   | 1     | Itália                           |
| TOTAL                                              |                       |            | 8     |                                  |

## Formato
As oito equipes classificadas disputaram uma primeira fase onde todas jogaram contra todas. As equipes que finalizaram no primeiro e no segundo lugar avançaram diretamente para as semifinais e as classificadas do terceiro ao sexto lugar jogaram um playoff de quartas de final. A partir daí, foi seguido o sistema eliminatório até a definição das medalhas.

## Equipes
| Seleção        | Jogadoras                | Jogadoras           | Jogadoras              | Jogadoras                 |
| -------------- | ------------------------ | ------------------- | ---------------------- | ------------------------- |
| França         | Ana Cata-Chitiga         | Laëtitia Guapo      | Marie-Ève Paget        | Mamignan Touré            |
| ROC            | Evgeniia Frolkina        | Olga Frolkina       | Yulia Kozik            | Anastasia Logunova        |
| China          | Wan Jiyuan               | Wang Lili           | Yang Shuyu             | Zhang Zhiting             |
| Romênia        | Claudia Cuic             | Gabriela Mărginean  | Ancuţa Stoenescu       | Sonia Ursu-Kim            |
| Itália         | Chiara Consolini         | Rae Lin D'Alie      | Marcella Filippi       | Giulia Rulli              |
| Japão          | Stephanie Mawuli         | Risa Nishioka       | Mio Shinozaki          | Mai Yamamoto              |
| Mongólia       | Enkhtaivany Chimeddolgor | Onolbaataryn Khulan | Bayasgalangiin Solongo | Mönkhsaikhany Tserenlkham |
| Estados Unidos | Stefanie Dolson          | Allisha Gray        | Kelsey Plum            | Jackie Young              |

## Árbitros
Os seguintes 12 árbitros foram selecionados para o torneio.
- AUS Vanessa Devlin
- CHN Shi Qirong
- EGY Sara El-Sharnouby
- HKG Edmond Ho
- HUN Cecília Tóth
- POL Marek Maliszewski
- ROU Vlad Ghizdareanu
- RUS Evgeny Ostrovskiy
- SRB Jasmina Juras
- SUI Markos Michaelides
- TPE Su Yu-yen
- USA Glenn Tuitt

## Primeira fase
Na primeira fase as seleções integraram um grupo único de oito equipes, com os jogos disputados em formato todos-contra-todos. Os dois primeiros avançaram direto as semifinais e do terceiro ao sexto colocado para as quartas de final.
Todas as partidas seguem o fuso horário local (UTC+9).
|  | Equipes classificadas às semifinais       |
|  | Equipes classificadas às quartas de final |

| Pos. | Seleção        | J | V | D | PM  | PS  | Dif |
| ---- | -------------- | - | - | - | --- | --- | --- |
| 1    | Estados Unidos | 7 | 6 | 1 | 136 | 98  | +38 |
| 2    | ROC            | 7 | 5 | 2 | 129 | 90  | +39 |
| 3    | China          | 7 | 5 | 2 | 127 | 97  | +30 |
| 4    | Japão          | 7 | 5 | 2 | 130 | 97  | +33 |
| 5    | França         | 7 | 4 | 3 | 118 | 116 | +2  |
| 6    | Itália         | 7 | 2 | 5 | 98  | 125 | -27 |
| 7    | Romênia        | 7 | 1 | 6 | 89  | 142 | -53 |
| 8    | Mongólia       | 7 | 0 | 7 | 79  | 141 | -62 |

Critérios de desempate: 1) Vitórias; 2) Confronto direto; 3) Diferença de cestas.

## Resultados
| 24 julho 2021 10:15 | Relatório | ROC                | 21–18 | Japão            |  | Parque Urbano de Esportes de Aomi, Tóquio Árbitros: HKG Edmond Ho HUN Cecília Tóth |  |
| 24 julho 2021 10:15 | Relatório | Pts: O. Frolkina 7 |       | Pts: Shinozaki 8 |  | Parque Urbano de Esportes de Aomi, Tóquio Árbitros: HKG Edmond Ho HUN Cecília Tóth |  |

| 24 julho 2021 10:40 | Relatório | China               | 21–10 | Romênia     |  | Parque Urbano de Esportes de Aomi, Tóquio Árbitros: POL Marek Maliszewski AUS Vanessa Devlin |  |
| 24 julho 2021 10:40 | Relatório | Pts: Wan J., Yang 6 |       | Pts: Cuic 4 |  | Parque Urbano de Esportes de Aomi, Tóquio Árbitros: POL Marek Maliszewski AUS Vanessa Devlin |  |

| 24 julho 2021 14:00 | Relatório | ROC                | 19–9 | China         |  | Parque Urbano de Esportes de Aomi, Tóquio Árbitros: AUS Vanessa Devlin HUN Cecília Tóth |  |
| 24 julho 2021 14:00 | Relatório | Pts: O. Frolkina 7 |      | Pts: Wan J. 4 |  | Parque Urbano de Esportes de Aomi, Tóquio Árbitros: AUS Vanessa Devlin HUN Cecília Tóth |  |

| 24 julho 2021 14:25 | Relatório | Romênia         | 8–20 | Japão         |  | Parque Urbano de Esportes de Aomi, Tóquio Árbitros: EGY Sara El-Sharnouby SUI Markos Michaelides |  |
| 24 julho 2021 14:25 | Relatório | Pts: Ursu-Kim 3 |      | Pts: Mawuli 9 |  | Parque Urbano de Esportes de Aomi, Tóquio Árbitros: EGY Sara El-Sharnouby SUI Markos Michaelides |  |

| 24 julho 2021 17:30 | Relatório | Itália        | 15–14 | Mongólia       |  | Parque Urbano de Esportes de Aomi, Tóquio Árbitros: CHN Shi Qirong ROU Vlad Ghizdareanu |  |
| 24 julho 2021 17:30 | Relatório | Pts: D'Alie 8 |       | Pts: Solongo 7 |  | Parque Urbano de Esportes de Aomi, Tóquio Árbitros: CHN Shi Qirong ROU Vlad Ghizdareanu |  |

| 24 julho 2021 17:55 | Relatório | Estados Unidos | 17–10 | França              |  | Parque Urbano de Esportes de Aomi, Tóquio Árbitros: SRB Jasmina Juras HKG Edmond Ho |  |
| 24 julho 2021 17:55 | Relatório | Pts: Dolson 7  |       | Pts: Paget, Touré 3 |  | Parque Urbano de Esportes de Aomi, Tóquio Árbitros: SRB Jasmina Juras HKG Edmond Ho |  |

| 24 julho 2021 21:00 | Relatório | Mongólia            | 9–21 | Estados Unidos |  | Parque Urbano de Esportes de Aomi, Tóquio Árbitros: TPE Su Yu-yen ROU Vlad Ghizdareanu |  |
| 24 julho 2021 21:00 | Relatório | Pts: Chimeddolgor 6 |      | Pts: Gray 9    |  | Parque Urbano de Esportes de Aomi, Tóquio Árbitros: TPE Su Yu-yen ROU Vlad Ghizdareanu |  |

| 24 julho 2021 21:25 | Relatório | França                     | 19–16 | Itália        |  | Parque Urbano de Esportes de Aomi, Tóquio Árbitros: CHN Shi Qirong SRB Jasmina Juras |  |
| 24 julho 2021 21:25 | Relatório | Pts: Cata-Chitiga, Guapo 6 |       | Pts: D'Alie 8 |  | Parque Urbano de Esportes de Aomi, Tóquio Árbitros: CHN Shi Qirong SRB Jasmina Juras |  |

| 25 julho 2021 10:15 | Relatório | Japão                   | 19–10 | Mongólia                     |  | Parque Urbano de Esportes de Aomi, Tóquio Árbitros: CHN Shi Qirong SUI Markos Michaelides |  |
| 25 julho 2021 10:15 | Relatório | Pts: Mawuli, Yamamoto 6 |       | Pts: Chimeddolgor, Solongo 3 |  | Parque Urbano de Esportes de Aomi, Tóquio Árbitros: CHN Shi Qirong SUI Markos Michaelides |  |

| 25 julho 2021 10:40 | Relatório | Romênia          | 14–22 | Itália         |  | Parque Urbano de Esportes de Aomi, Tóquio Árbitros: TPE Su Yu-yen RUS Evgeny Ostrovskiy |  |
| 25 julho 2021 10:40 | Relatório | Pts: Mărginean 6 |       | Pts: D'Alie 13 |  | Parque Urbano de Esportes de Aomi, Tóquio Árbitros: TPE Su Yu-yen RUS Evgeny Ostrovskiy |  |

| 25 julho 2021 14:00 | Relatório | Mongólia           | 5–21 | ROC                       |  | Parque Urbano de Esportes de Aomi, Tóquio Árbitros: TPE Su Yu-yen ROU Vlad Ghizdareanu |  |
| 25 julho 2021 14:00 | Relatório | Pts: Tserenlkham 3 |      | Pts: Kozik, O. Frolkina 8 |  | Parque Urbano de Esportes de Aomi, Tóquio Árbitros: TPE Su Yu-yen ROU Vlad Ghizdareanu |  |

| 25 julho 2021 14:25 | Relatório | China        | 22–13 | Itália        |  | Parque Urbano de Esportes de Aomi, Tóquio Árbitros: HUN Cecília Tóth RUS Evgeny Ostrovskiy |  |
| 25 julho 2021 14:25 | Relatório | Pts: Zhang 8 |       | Pts: D'Alie 6 |  | Parque Urbano de Esportes de Aomi, Tóquio Árbitros: HUN Cecília Tóth RUS Evgeny Ostrovskiy |  |

| 25 julho 2021 17:30 | Relatório | Romênia     | 11–22 | Estados Unidos |  | Parque Urbano de Esportes de Aomi, Tóquio Árbitros: EGY Sara El-Sharnouby POL Marek Maliszewski |  |
| 25 julho 2021 17:30 | Relatório | Pts: Cuic 7 |       | Pts: Plum 12   |  | Parque Urbano de Esportes de Aomi, Tóquio Árbitros: EGY Sara El-Sharnouby POL Marek Maliszewski |  |

| 25 julho 2021 17:55 | Relatório | Japão                 | 19–15 | França       |  | Parque Urbano de Esportes de Aomi, Tóquio Árbitros: RUS Evgeny Ostrovskiy AUS Vanessa Devlin |  |
| 25 julho 2021 17:55 | Relatório | Pts: três jogadoras 5 |       | Pts: Paget 6 |  | Parque Urbano de Esportes de Aomi, Tóquio Árbitros: RUS Evgeny Ostrovskiy AUS Vanessa Devlin |  |

| 25 julho 2021 21:00 | Relatório | China                | 20–13 | França       |  | Parque Urbano de Esportes de Aomi, Tóquio Árbitros: USA Glenn Tuitt RUS Evgeny Ostrovskiy |  |
| 25 julho 2021 21:00 | Relatório | Pts: Wang L., Yang 7 |       | Pts: Touré 5 |  | Parque Urbano de Esportes de Aomi, Tóquio Árbitros: USA Glenn Tuitt RUS Evgeny Ostrovskiy |  |

| 25 julho 2021 21:25 | Relatório | ROC          | 16–20 | Estados Unidos |  | Parque Urbano de Esportes de Aomi, Tóquio Árbitros: SRB Jasmina Juras HKG Edmond Ho |  |
| 25 julho 2021 21:25 | Relatório | Pts: Kozik 8 |       | Pts: Gray 8    |  | Parque Urbano de Esportes de Aomi, Tóquio Árbitros: SRB Jasmina Juras HKG Edmond Ho |  |

| 26 julho 2021 10:15 | Relatório | Japão         | 12–15 | China          |  | Parque Urbano de Esportes de Aomi, Tóquio Árbitros: POL Marek Maliszewski AUS Vanessa Devlin |  |
| 26 julho 2021 10:15 | Relatório | Pts: Mawuli 5 |       | Pts: Wang L. 5 |  | Parque Urbano de Esportes de Aomi, Tóquio Árbitros: POL Marek Maliszewski AUS Vanessa Devlin |  |

| 26 julho 2021 10:40 | Relatório | Mongólia           | 14–22 | Romênia                    |  | Parque Urbano de Esportes de Aomi, Tóquio Árbitros: TPE Su Yu-yen HKG Edmond Ho |  |
| 26 julho 2021 10:40 | Relatório | Pts: Tserenlkham 6 |       | Pts: Ursu-Kim, Mărginean 7 |  | Parque Urbano de Esportes de Aomi, Tóquio Árbitros: TPE Su Yu-yen HKG Edmond Ho |  |

| 26 julho 2021 14:00 | Relatório | Romênia               | 12–21 | ROC                          |  | Parque Urbano de Esportes de Aomi, Tóquio Árbitros: AUS Vanessa Devlin USA Glenn Tuitt |  |
| 26 julho 2021 14:00 | Relatório | Pts: três jogadoras 4 |       | Pts: O. Frolkina, Logunova 8 |  | Parque Urbano de Esportes de Aomi, Tóquio Árbitros: AUS Vanessa Devlin USA Glenn Tuitt |  |

| 26 julho 2021 14:25 | Relatório | Itália           | 10–22 | Japão         |  | Parque Urbano de Esportes de Aomi, Tóquio Árbitros: HUN Cecília Tóth TPE Su Yu-yen |  |
| 26 julho 2021 14:25 | Relatório | Pts: Consolini 4 |       | Pts: Mawuli 8 |  | Parque Urbano de Esportes de Aomi, Tóquio Árbitros: HUN Cecília Tóth TPE Su Yu-yen |  |

| 26 julho 2021 17:30 | Relatório | França       | 22–18 | Mongólia                   |  | Parque Urbano de Esportes de Aomi, Tóquio Árbitros: RUS Evgeny Ostrovskiy EGY Sara El-Sharnouby |  |
| 26 julho 2021 17:30 | Relatório | Pts: Guapo 9 |       | Pts: Khulan, Tserenlkham 7 |  | Parque Urbano de Esportes de Aomi, Tóquio Árbitros: RUS Evgeny Ostrovskiy EGY Sara El-Sharnouby |  |

| 26 julho 2021 17:55 | Relatório | Itália               | 13–17 | Estados Unidos      |  | Parque Urbano de Esportes de Aomi, Tóquio Árbitros: CHN Shi Qirong ROU Vlad Ghizdareanu |  |
| 26 julho 2021 17:55 | Relatório | Pts: D'Alie, Rulli 4 |       | Pts: Dolson, Gray 6 |  | Parque Urbano de Esportes de Aomi, Tóquio Árbitros: CHN Shi Qirong ROU Vlad Ghizdareanu |  |

| 26 julho 2021 21:00 | Relatório | Estados Unidos | 21–19 | China       |  | Parque Urbano de Esportes de Aomi, Tóquio Árbitros: EGY Sara El-Sharnouby SUI Markos Michaelides |  |
| 26 julho 2021 21:00 | Relatório | Pts: Plum 10   |       | Pts: Yang 8 |  | Parque Urbano de Esportes de Aomi, Tóquio Árbitros: EGY Sara El-Sharnouby SUI Markos Michaelides |  |

| 26 julho 2021 21:25 | Relatório | França        | 17–14 | ROC                   |  | Parque Urbano de Esportes de Aomi, Tóquio Árbitros: SRB Jasmina Juras CHN Shi Qirong |  |
| 26 julho 2021 21:25 | Relatório | Pts: Touré 10 |       | Pts: três jogadoras 4 |  | Parque Urbano de Esportes de Aomi, Tóquio Árbitros: SRB Jasmina Juras CHN Shi Qirong |  |

| 27 julho 2021 13:30 | Relatório | Estados Unidos | 18–20 | Japão           |  | Parque Urbano de Esportes de Aomi, Tóquio Árbitros: RUS Evgeny Ostrovskiy CHN Shi Qirong |  |
| 27 julho 2021 13:30 | Relatório | Pts: Dolson 7  |       | Pts: Yamamoto 8 |  | Parque Urbano de Esportes de Aomi, Tóquio Árbitros: RUS Evgeny Ostrovskiy CHN Shi Qirong |  |

| 27 julho 2021 13:55 | Relatório | China          | 21–8 | Mongólia            |  | Parque Urbano de Esportes de Aomi, Tóquio Árbitros: HUN Cecília Tóth EGY Sara El-Sharnouby |  |
| 27 julho 2021 13:55 | Relatório | Pts: Wan J. 10 |      | Pts: Chimeddolgor 5 |  | Parque Urbano de Esportes de Aomi, Tóquio Árbitros: HUN Cecília Tóth EGY Sara El-Sharnouby |  |

| 27 julho 2021 17:00 | Relatório | França        | 22–12 | Romênia                    |  | Parque Urbano de Esportes de Aomi, Tóquio Árbitros: USA Glenn Tuitt TPE Su Yu-yen |  |
| 27 julho 2021 17:00 | Relatório | Pts: Touré 11 |       | Pts: Ursu-Kim, Stoenescu 4 |  | Parque Urbano de Esportes de Aomi, Tóquio Árbitros: USA Glenn Tuitt TPE Su Yu-yen |  |

| 27 julho 2021 17:25 | Relatório | ROC                | 17–9 | Itália       |  | Parque Urbano de Esportes de Aomi, Tóquio Árbitros: POL Marek Maliszewski AUS Vanessa Devlin |  |
| 27 julho 2021 17:25 | Relatório | Pts: O. Frolkina 6 |      | Pts: Rulli 5 |  | Parque Urbano de Esportes de Aomi, Tóquio Árbitros: POL Marek Maliszewski AUS Vanessa Devlin |  |

## Fase final
|  | Quartas de final | Quartas de final |                |    | Semifinal | Semifinal           |                     |  | Final | Final |
|  |                  |                  |                |    |           |                     |                     |  |       |       |
|  |                  |                  |                |    |           |                     |                     |  |       |       |
|  |                  |                  |                |    |           |                     |                     |  |       |       |
|  |                  |                  |                |    |           |                     |                     |  |       |       |
|  | 28 de julho      |                  |                |    |           |                     |                     |  |       |       |
|  |                  |                  |                |    |           |                     |                     |  |       |       |
|  | Estados Unidos   | 18               |                |    |           |                     |                     |  |       |       |
|  | Estados Unidos   | 18               | 27 de julho    |    |           |                     |                     |  |       |       |
|  |                  |                  | França         | 16 |           |                     |                     |  |       |       |
|  | Japão            | 14               | França         | 16 |           |                     |                     |  |       |       |
|  | Japão            | 14               | 28 de julho    |    |           |                     |                     |  |       |       |
|  | França           | 16               |                |    |           |                     |                     |  |       |       |
|  | França           | 16               | Estados Unidos | 18 |           |                     |                     |  |       |       |
|  |                  |                  | Estados Unidos | 18 |           |                     |                     |  |       |       |
|  |                  | ROC              | 15             |    |           |                     |                     |  |       |       |
|  |                  | ROC              | 15             |    |           |                     |                     |  |       |       |
|  | 28 de julho      |                  |                |    |           |                     |                     |  |       |       |
|  |                  |                  |                |    |           |                     |                     |  |       |       |
|  | ROC              | 21               |                |    |           |                     |                     |  |       |       |
|  | ROC              | 21               | 27 de julho    |    |           |                     |                     |  |       |       |
|  |                  |                  | China          | 14 |           | Disputa pelo bronze | Disputa pelo bronze |  |       |       |
|  | China            | 19               | China          | 14 |           | Disputa pelo bronze | Disputa pelo bronze |  |       |       |
|  | China            | 19               | 28 de Julho    |    |           |                     |                     |  |       |       |
|  | Itália           | 13               |                |    |           |                     |                     |  |       |       |
|  | Itália           | 13               | França         | 14 |           |                     |                     |  |       |       |
|  |                  |                  |                |    |           |                     |                     |  |       |       |
|  | China            | 16               |                |    |           |                     |                     |  |       |       |
|  | China            | 16               |                |    |           |                     |                     |  |       |       |

### Quartas de final
| 27 julho 2021 20:30 | Relatório | China           | 19–13 | Itália                   |  | Parque Urbano de Esportes de Aomi, Tóquio Árbitros: AUS Vanessa Devlin ROU Vlad Ghizdareanu |  |
| 27 julho 2021 20:30 | Relatório | Pts: Wang L. 11 |       | Pts: Consolini, D'Alie 5 |  | Parque Urbano de Esportes de Aomi, Tóquio Árbitros: AUS Vanessa Devlin ROU Vlad Ghizdareanu |  |

| 27 julho 2021 21:50 | Relatório | Japão            | 14–16 | França       |  | Parque Urbano de Esportes de Aomi, Tóquio Árbitros: RUS Evgeny Ostrovskiy HUN Cecília Tóth |  |
| 27 julho 2021 21:50 | Relatório | Pts: Shinozaki 7 |       | Pts: Paget 5 |  | Parque Urbano de Esportes de Aomi, Tóquio Árbitros: RUS Evgeny Ostrovskiy HUN Cecília Tóth |  |

### Semifinal
| 28 julho 2021 17:00 | Relatório | Estados Unidos    | 18–16 | França              |  | Parque Urbano de Esportes de Aomi, Tóquio Árbitros: SRB Jasmina Juras ROU Vlad Ghizdareanu |  |
| 28 julho 2021 17:00 | Relatório | Pts: Gray, Plum 6 |       | Pts: Cata-Chitiga 8 |  | Parque Urbano de Esportes de Aomi, Tóquio Árbitros: SRB Jasmina Juras ROU Vlad Ghizdareanu |  |

| 28 julho 2021 18:10 | Relatório | ROC           | 21–14 | China        |  | Parque Urbano de Esportes de Aomi, Tóquio Árbitros: HUN Cecília Tóth POL Marek Maliszewski |  |
| 28 julho 2021 18:10 | Relatório | Pts: Kozik 10 |       | Pts: Zhang 7 |  | Parque Urbano de Esportes de Aomi, Tóquio Árbitros: HUN Cecília Tóth POL Marek Maliszewski |  |

### Disputa pelo bronze
| 28 julho 2021 20:45 | Relatório | França       | 14–16 | China          |  | Parque Urbano de Esportes de Aomi, Tóquio Árbitros: RUS Evgeny Ostrovskiy SRB Jasmina Juras |  |
| 28 julho 2021 20:45 | Relatório | Pts: Touré 8 |       | Pts: Wang L. 9 |  | Parque Urbano de Esportes de Aomi, Tóquio Árbitros: RUS Evgeny Ostrovskiy SRB Jasmina Juras |  |

### Final
| 28 julho 2021 21:55 | Relatório | Estados Unidos | 18–15 | ROC             |  | Parque Urbano de Esportes de Aomi, Tóquio Árbitros: HKG Edmond Ho HUN Cecília Tóth |  |
| 28 julho 2021 21:55 | Relatório | Pts: Dolson 7  |       | Pts: Logunova 6 |  | Parque Urbano de Esportes de Aomi, Tóquio Árbitros: HKG Edmond Ho HUN Cecília Tóth |  |

## Classificação final
| Pos.              | Seleção        |
| ----------------- | -------------- |
| Medalha de ouro   | Estados Unidos |
| Medalha de prata  | ROC            |
| Medalha de bronze | China          |
| 4                 | França         |
| 5                 | Japão          |
| 6                 | Itália         |
| 7                 | Romênia        |
| 8                 | Mongólia       |

## Maiores pontuadoras
| Pos. | Jogadora           | Pontos |
| ---- | ------------------ | ------ |
| 1    | USA Kelsey Plum    | 55     |
| 1    | CHN Wang Lili      | 55     |
| 3    | ROC Olga Frolkina  | 54     |
| 3    | FRA Mamignan Touré | 54     |
| 5    | ROC Yulia Kozik    | 53     |